# Élections départementales paraguayennes de 2023
 (signalé en mai 2025).
Si vous disposez d'ouvrages ou d'articles de référence ou si vous connaissez des sites web de qualité traitant du thème abordé ici, merci de compléter l'article en donnant les références utiles à sa vérifiabilité et en les liant à la section « Notes et références ».
- Archive Wikiwix
- Bing
- Cairn
- DuckDuckGo
- E. Universalis
- Gallica
- Google
- G. Books
- G. News
- G. Scholar
- Persée
- Qwant
- (zh) Baidu
- (ru) Yandex
- (wd) trouver des œuvres sur Wikidata

Les élections départementales paraguayennes de 2023 ont lieu le 30 avril 2023, en même temps que l'élection présidentielle et les élections parlementaires afin d'élire les gouverneurs et les assemblées des 17 départements du pays.
Le Parti colorado maintient sa domination dans les assemblées et remporte 15 des 17 postes de gouverneurs, les deux derniers revenant au Parti libéral radical authentique.